# Elias Räntz
Elias Räntz (getauft 21. August 1649 in Regensburg; begraben 27. September 1732 in Bayreuth) war ein Bildhauer des Barocks. Aus einer steirischen Familie stammend, wirkte er unter anderem am markgräflichen Hof in Bayreuth.

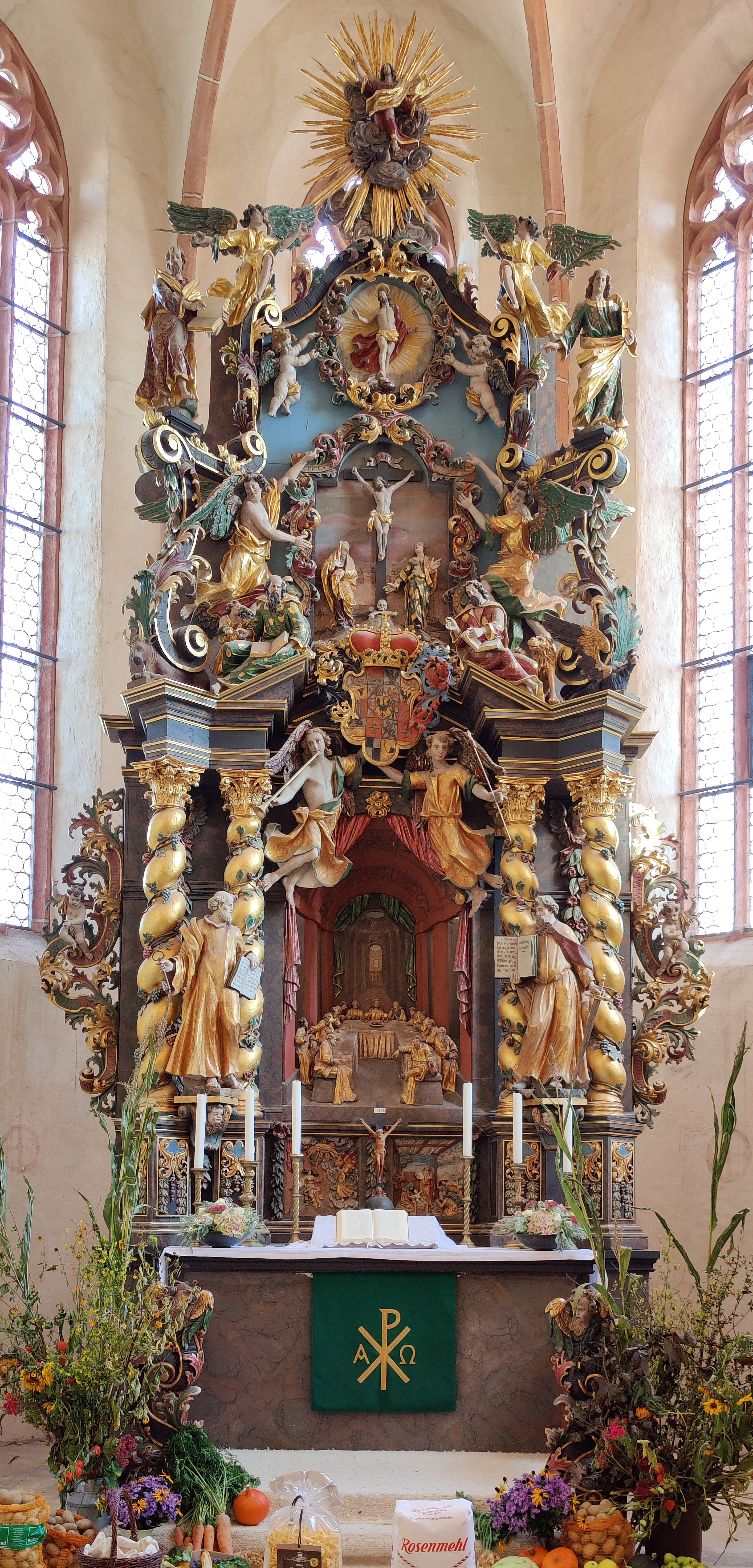
Altar der Pfarrkirche in Pilgramsreuth

## Leben
Räntz wurde 1677 zum Hofbildhauer des Markgrafen Christian Ernst berufen. Er kam aus Italien, wo er in Rom studiert hatte, und stand unter dem Einfluss Gian Lorenzo Berninis und Alessandro Algardis. Das Bayreuther Stadtbild hat er, wie auch später seine Söhne und Enkel, mit bedeutenden Kunstwerken bereichert.
Elias Räntz starb im September 1732 im Alter von 83 Jahren in Bayreuth.

### Nachkommen
- Sohn Johann David Räntz der Ältere (1690–1735),[3] Architekt und Bauleiter des Ordensschlosses Sankt Georgen.[4] In Bayreuth entwarf er 1714/15 das 1740 wieder abgebrochene erste Redoutenhaus, schuf das 1718 vollendete Eremitenschlösschen in der Eremitage und 1730 das Waisenhaus in der Friedrichstraße.[5]
- Sohn Johann Gabriel Räntz (1697–1776), von dem der Kanzelaltar (1749) und die vier Sandsteinskulpturen auf der Attika der Bayreuther Spitalkirche stammen.
- Enkel Johann David Räntz (1729–1783)
- Enkel Lorenz Wilhelm Räntz (1733–1776), der gemeinsam mit seinem Bruder Johann David 1769 in Rom arbeitete.[6]

## Werke (Auswahl)

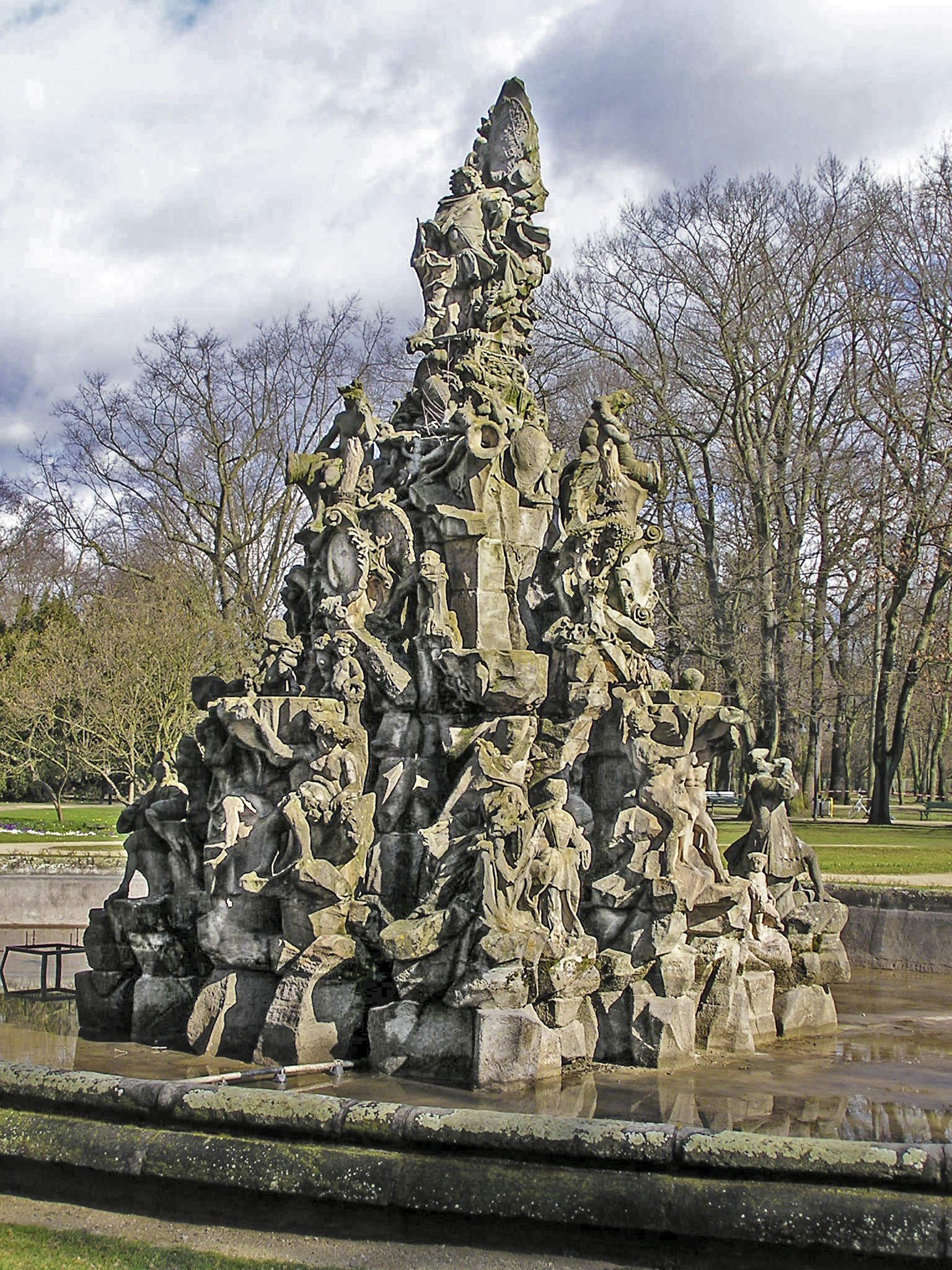
Hugenottenbrunnen im Schlossgarten in Erlangen

Zu den wichtigsten Schöpfungen des Künstlers gehören
- 1699–1705: Markgrafenbrunnen in Bayreuth,[2] nach Zeichnungen von Charles Philippe Dieussart[1]
- Portalschmuck des Alten Rathauses in Bayreuth[1]
- Grabstein der Stecknadelbraut Margareta Katharina Schlenckin auf dem Bayreuther Stadtfriedhof[1]
- Die Epitaphe von Georg Leonhard Schöpf (1628–1703), Georg Friedrich Pertsch (1625–1692) und Joachim Heinrich Hagen (1648–1693) in der Gottesackerkirche in Bayreuth
- 1703: Altar in der Laurentiuskirche in Thurnau
- 1706: Hugenottenbrunnen im Schlossgarten in Erlangen
- 1706/1707: Schnitzarbeiten am Choraltar von St. Jakobus in Creußen
- 1710/1711: Altar und Kanzelaufbau der Pfarrkirche in Pilgramsreuth
- 1724: Das Epitaph von Georg Wilhelm Laubenberg (1693–1714), dem Hofzwerg des Markgrafen Georg Wilhelm, das heute in der Corps de Logis des Neuen Schlosses in Bayreuth steht